# Stadion AKS-u Chorzów
Stadion AKS-u Chorzów – nieistniejący już wielofunkcyjny stadion w Chorzowie, w Polsce. Istniał w latach 1927–2004. Mógł pomieścić 8000 widzów. Z obiektu korzystali sportowcy klubu AKS Chorzów.
Budowa stadionu Wychowania Fizycznego i Przysposobienia Wojskowego (później AKS-u) na Górze Redena (Wyzwolenia) w Chorzowie (wówczas Królewska Huta) rozpoczęła się w maju 1926 roku, a uroczyste otwarcie nowego obiektu miało miejsce 2 października 1927 roku. W inauguracyjnej ceremonii brali udział m.in. ówczesny prezydent Polski, Ignacy Mościcki (który dokonał symbolicznego przecięcia wstęgi) oraz wojewoda śląski Michał Grażyński. Od 1936 roku na stadionie występowali piłkarze AKS-u Chorzów (w latach 1937–1939 oraz 1946–1954 występujący w najwyższej klasie rozgrywkowej), wcześniej grywali na nim także zawodnicy Ruchu Wielkie Hajduki. W latach 50. dwukrotnie doszło do pożaru trybun stadionu. W latach 1953–1956 niedaleko stadionu AKS-u wybudowany został Stadion Śląski. W 1978 roku obiekt był jedną z aren 31. Turnieju Juniorów UEFA (nieoficjalnych mistrzostw Europy do lat 19). Po transformacji systemowej właściciel stadionu, Huta Kościuszki postanowiła wystawić teren na sprzedaż. Ostatecznie w latach 2004–2005 w miejscu stadionu wybudowano centrum handlowe AKS (nazwa nawiązuje do klubu, który przez lata gościł w tym miejscu). Sportowcy AKS-u przenieśli się zaś na Stadion Miejski przy ulicy Lompy.